# Коньково-Троицкое
Коньково-Троицкое (Коньково) — усадьба и бывшая деревня, существовавшая к югу от Москвы, на территории современного района «Коньково». Деревня располагалась слева от Калужской дороги при следовании из Москвы, напротив села Сергиевское. В XIX веке два села слились в одно большое с общим названием Коньково, которое в свою очередь вошло в состав Москвы в 1960 году.

## История
Первое сохранившееся сведение о Конькове ещё как о пустоши относится к 1627 году, когда писцовая книга отметила в Чермнев стан
за стольники: за Ильею, да за Васильем Безобразовыми в поместьи деревня Степановская, Емелинское, а Бесово тож, на вражке, по обе стороны вверх речки Городенки, а в ней живут деловые люди 2 двора.
 В состав поместья входили и две пустоши — 
Конково, а Холзиково тож, по обе стороны врага, и пустошь Гаврилково, Дубинкино тож, на враге.
Безобразовы владели этим имением с 1617 года. Чтобы добраться сюда из Москвы, нужно было проехать верст 15 — 20 по столбовой дороге. По переписи 1646 года, в деревне Степановской отмечены дворянская усадьба, где жили четыре человека, крестьянский двор (шесть человек) и два бобыльских двора (восемь человек).
В середине XVII века расположенная по соседству пустошь Коньково заселяется и превращается в деревню, в которой на 1678 год значилось два господских дома, где жили четыре человека, и два бобыльских двора (три человека). В это время она принадлежала детям Ильи Безобразова — Андрею и Федору.
В конце XVII века в Коньково-Троицком появилась усадьба одного из ближайших сподвижников Петра I Г. И. Головкина и церковь Троицы, в духе нарышкинского барокко с белокаменным декором.

План Конькова-Троицкого и его окрестностей. 1766 г.

Головкин устраивает здесь усадьбу. В 1694 году строится Троицкая церковь в деревне Степановской. Сама же усадьба расположилась в основном на земле прилегающего Конькова и после постройки церкви стала именоваться Троицкое-Коньково. Крестьян Головкин выселил из усадьбы на большую калужскую дорогу, левая сторона которой служила границей его владений. В новопоселённой деревне Конькове в начале XVIII века значилось девять крестьянских дворов. Часть крестьян была вывезена сюда канцлером из имений в Боровском и Каширском уездах. Из описания 1747 года становится известно, что Головкин устроил в усадьбе «двор помещиков с каменным строением» и восемь прудов «со всякою рыбою». Ещё при Безобразовых в усадьбе имелись большие сады, расширенные новым владельцем.
После смерти Гавриила Ивановича Троицкое-Коньково перешло к его сыну графу Александру Гавриловичу. Здесь он практически не жил, служа посланником то в Берлине, то в Париже, то в Голландии. В 1749 году к Александру Гавриловичу обратился граф Михаил Илларионович Воронцов с предложением купить его подмосковную деревню. Но лишь спустя три года Воронцову удалось купить Троицкое-Коньково, уступленное ему Головкиным «по дружбе». При этом Воронцову пришлось влезть в долги, заложив столовое серебро и драгоценности. Сохранилось сделанное при покупке описание имения 1752 года, которое даёт о нём достаточно яркое представление:
Подмосковная вотчина графа А. Г. Головкина, село Троицкое, а Коньково тож, с деревней Дубинниково, от Москвы 11 верст по Калужской дороге. Церковь каменная с колокольнею. Палаты каменные, в них 10 покоев. Четыре сада с овощными (то есть фруктовыми) деревьями. В селе прудок и одна небольшая мельница. Мужескаго пола душ 92 человека, из оных выключено 11 душ. Крестьяне отправляют дворовую работу и платят по 50 рублей за год. Земли 97 четвертей в поле, а дву потому ж. Сена и дров мало. Оную деревню уступает граф Головкин по приятству за 4000 ефимков, а с переводом денег по курсу пошлины будет 5000 рублев коштовать (от немецкого слова kosten — стоить).

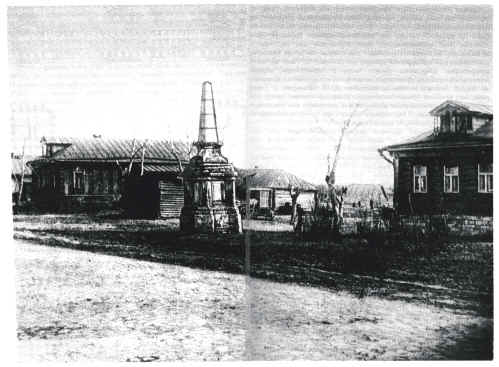
Белокаменный столб XVIII в. на Старой Калужской дороге. Фото 1930-х гг.

С началом царствования Екатерины II Воронцов был вынужден уйти в отставку. Последние несколько лет он провел в первопрестольной, где и скончался в 1767 году. В том же году его вдова Анна Карловна и дочь Анна Михайловна (в замужестве Строганова) продают Троицкое-Коньково Авдотье Наумовне Зиновьевой, жене петербургского обер-коменданта генерал-поручика Н. И. Зиновьева.
После смерти Зиновьевых, скончавшихся в один и тот же 1773 год, село досталось их дочери Екатерине Николаевне Орловой, едва достигшей к этому времени 15-летнего возраста.
В это трудное время Григорию Орлову пришлось взять на себя хлопоты о своей двоюродной сестре Екатерине Николаевне Зиновьевой, в один год лишившейся обоих родителей. В начале 1775 года он уезжает с ней за границу, а в следующем году женится на ней (что вызывает разбирательства Святейшего Синода). В том же году царица оказывает своему бывшему фавориту, остро нуждавшемуся в средствах, одну из последних милостей — она покупает Коньково с 13 дворами в свою собственность. Для царицы в Конькове начали возводить дворец, который не достроили. С этого времени Троицкое-Коньково на протяжении нескольких десятилетий являлось дворцовым владением.

### Дворец

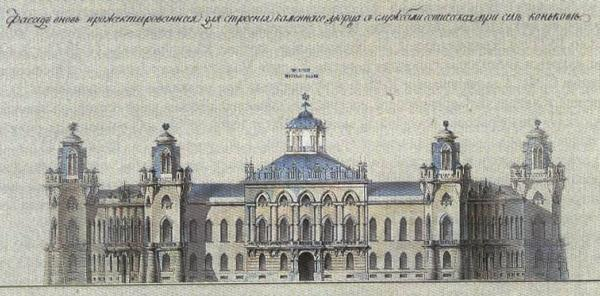
Проект дворца в стиле, напоминающем Царицыно

План дворца в Конькове. Чертёж из «Казаковского альбома». Конец XVIII в.

В Конькове по приказу императрицы строился дворец, аналогичный тому, который можно видеть в Царицыно. Екатерина II сама приезжала и осматривала доставшуюся ей усадьбу.
Известно несколько проектов дворца, разработанных для села Коньково. Большинство их выполнено в манере, типичной для архитектора Матвея Федоровича Казакова (1737—1812), строившего и в Царицыне. Однако существует вариант здания, принадлежавший руке Василия Ивановича Баженова (1733—1799). Его план представляет собой двухсторонний разворот больших полуокружностей переднего и заднего фасадов, а также двух малых полуокружностей на торцах. Аналогичную идею содержал первоначальный проект Казанского собора в Петербурге, как известно, реализованный лишь частично. Сохранилось письмо архитектора, где он пишет о чертежах: «и на Коньково готовлю».

### Дальнейшая история
Церковь села Троицкое, значительно пострадавшая при отступлении наполеоновских войск из Москвы по Калужской дороге, была закрыта в 1813 году и с тех пор пустовала, ветшая и разрушаясь. Впоследствии она была разобрана по инициативе Дмитрия Яковлевича Воздвиженского — священника соседнего села Сергиевского, граничившего с Коньковом на западе. Он не упустил случая получить бесплатный материал на ограду своего храма. Поэтому в ноябре 1821 года состоялся снос здания. В рапорте в Московскую духовную консисторию Д. Я. Воздвиженский, мотивируя необходимость скорейшей разборки тем, что «… означенная Троицкая церковь уже совершенно обрушилась, как верх с главою, так и потолки провалились», высказал весьма обоснованное предположение, что помимо него найдется немало желающих воспользоваться строительным материалом. Подобный опыт у коньковских жителей имелся. Ещё в 1930-х годах часть крестьянских изб стояла на кирпичных и белокаменных цоколях, явно сложенных из остатков дворца или принадлежавших к нему построек. А отдельные избы были целиком кирпичные — прецедент, не имевший аналогов в Подмосковье.
После того как на два соседних села — Троицкое-Коньково и Сергиевское — осталась одна церковь, они сливаются в одно большое село под названием Сергиевское или Коньково.

## Современное состояние
Сейчас территория, где располагалась деревня Троицкое-Коньково, застроена панельными многоэтажными домами, и ничего не напоминает о ней. Лишь напротив сохранилась церковь села Сергиевское, которая в 1990-е годы была освящена уже как Троицкая.
Белокаменный обелиск второй половины XVIII века хранится в Донском монастыре. В 2017 году в сквере на Профсоюзной улице была установлена его вольная копия.